# Lade- und Löschzeitenverordnung
Die deutsche Verordnung über Lade- und Löschzeiten (BinSchLV) ist im Bereich des Transportrechtes/Verkehrsrechtes im weiteren Sinne angesiedelt.

## Grundlagen
Die Verordnung regelt die Ansprüche der Binnenschiffer auf Standgeld (Liegegeld) sowie die üblichen Lade- und Löschzeiten (sofern vertraglich nicht ausdrücklich Anderes vereinbart worden ist). Die BinSchLV stellt im Rahmen des bundesdeutschen Transportrechts (§§ 407 ff. HGB) eine Besonderheit dar, da nur für die Binnenschifffahrt eine entsprechende Regelung besteht, während für die anderen Verkehrsträger eine gesetzliche Regelung nicht für notwendig erachtet wurde. Lediglich im internationalen Transportrecht gibt es eine vergleichbare Regelung im Rahmen des internationalen Eisenbahntransports - COTIF/Art. 16 CIM. Die BinSchLV beruht auf der Verordnungsermächtigung in § 412 Abs. 4 HGB. Zuständig für den Erlass und Änderungen der Verordnung ist das Bundesministerium der Justiz (BMJ) im Einvernehmen mit dem Bundesministerium für Verkehr, Bau und Stadtentwicklung  (BMVBS).
Die BinSchLV unterscheidet zunächst nach Trocken- und Tankschifffahrt, sodann werden die üblichen Lade- und Löschzeiten je nach Menge der Ladung unterschieden, danach werden die über die vorgenannten üblichen Lade- und Löschzeiten hinausgehenden (Liege-)Zeiten – je nach Tragfähigkeit des Schiffes unterschiedlich hoch – als Liegegeld vergütet.